# Krzyżny Kocioł

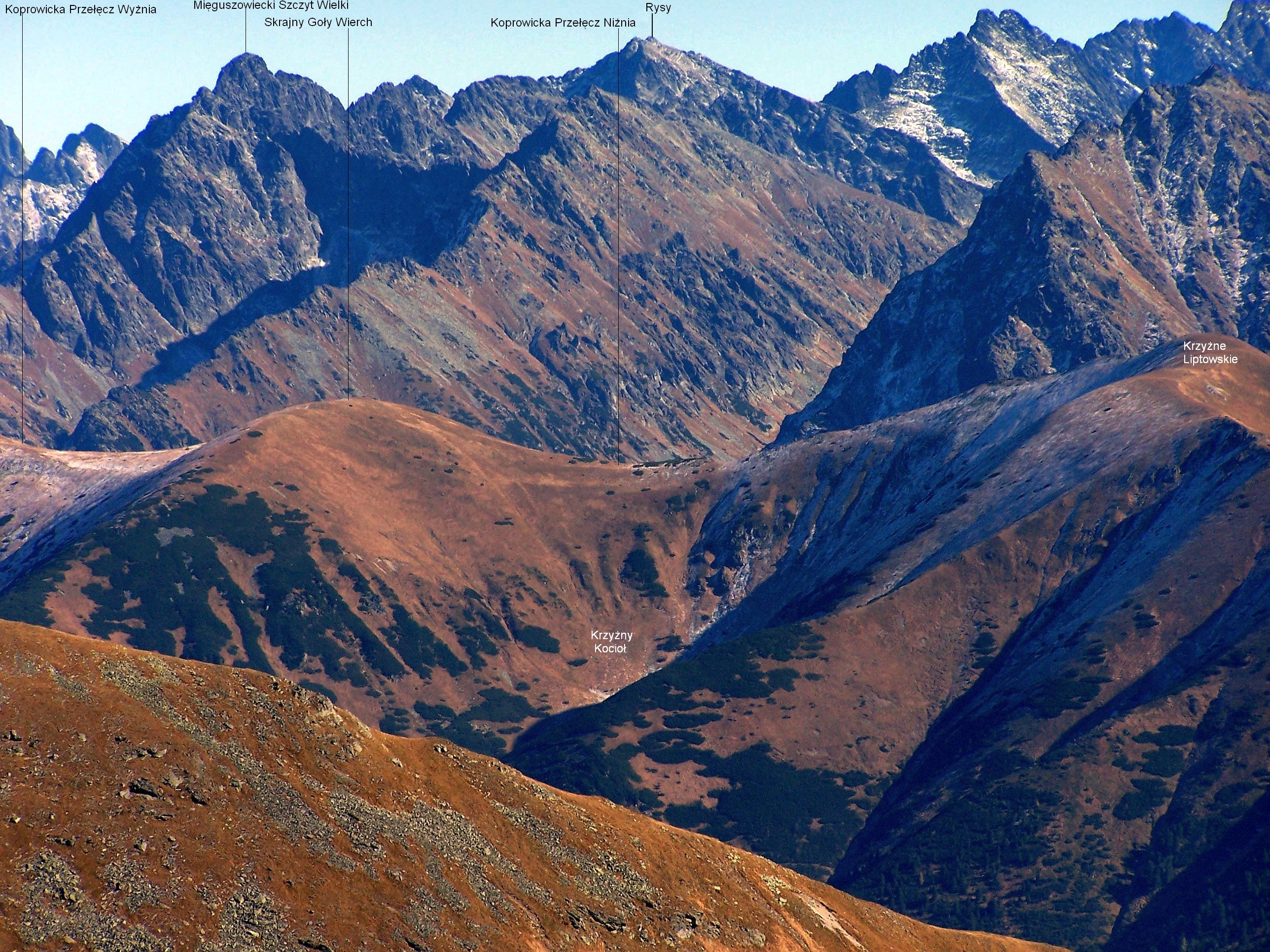
Widok z Błyszcza

Krzyżny Kocioł – kocioł lodowcowy w Liptowskich Kopach (słow. Liptovské kopy) w słowackich Tatrach. Znajduje się w górnej części Doliny Koprowicy. Od północnej strony wznosi się na nim zachodnia grzęda Skrajnego Gołego Wierchu (1894 m), od wschodu odcinek głównej grani Liptowskich Kop od Skrajnego Gołego Wierchu po Krzyżne Liptowskie (2039 m), od południa masyw tego szczytu i jego zachodnia grzęda. Porośnięte kosodrzewiną dno kotła znajduje się na wysokości około 1700 m. Wznoszące się nad nim stoki są przeważnie trawiaste i łatwe do przejścia, najbardziej strome, piarżysto-trawiaste są stoki Krzyżnego Liptowskiego.
Nazwę kotła wprowadził Władysław Cywiński w 11. tomie przewodnika wspinaczkowego Tatry. Szpiglasowy Wierch.